# ドゥアルテ・ダ・ガーマ
ドゥアルテ・ダ・ガーマ（Duarte da Gama、生没年不詳）は、ポルトガルの商人、船員である。

## 経歴・人物
ガーマは当初明にて貿易活動を行っていたが、1550年（天文19年）より毎年キリスト教の布教のために彼が船長を務める商船で親交のあったスペイン人宣教師のフランシスコ・ザビエルが没した事で知られている上川島（現在は中華人民共和国広東省江門市に所在）より日本へ来航していた。中でも翌1551年（天文20年）に来日した際には当時ザビエルは山口に滞在しており、ザビエルが自身の商船に乗り組み、後に豊後の日出で国主だった大友義鎮に謁見する。その後はガーマは平戸にてザビエルおよび義鎮をポルトガル領インドに向けて商船に乗船させ、前者はインドに戻り後者は副王の使者を同乗させた。
1552年（天文21年）には自身の商船に義鎮の使者およびイエズス会宣教師のバルタザール・ガーゴらを乗船させて、彼らと共に鹿児島を経て豊後に来航する。1555年（弘治元年）に離日し上川島に戻る際に、ガーマはかなり豊富な商貨を受け取り自身の商船に積載した。その後はザビエルらが乗船させた平戸の同藩主だった松浦隆信が上川島に滞在し、このころにイエズス会のゴア管準区長メルシオール・カルネイロへの宛書はガーゴの商船によって託送されたとみられている。